# Centre d'Estudis Avançats de Blanes
El Centre d'Estudis Avançats de Blanes (CEAB) és un centre de recerca del Consell Superior d'Investigacions Científiques (CSIC), creat a Blanes el 1985.
L'activitat d'investigació del CEAB està centrada en els àmbits de l'Ecologia i la Biologia d'organismes, tant dels sistemes marins com d'aigües continentals. És un centre amb reputació internacional, caracteritzat per la interdisciplinarietat dels seus grups de recerca, referent nacional en biologia marina, limnologia i ecologia, que contribueix al progrés del coneixement i a la seva aplicació per a una societat sostenible.
En els seus inicis el centre, ubicat en plena Cala de Sant Francesc, disposava de tres grups de recerca, dos de dedicats a l'estudi dels oceans (ecologia bentònica i oceanografia), i l'altre, a la intel·ligència artificial. El 1988 s'hi afegí un grup d'astrofísica, i posteriorment el grup d'ecologia bentònica s'amplià amb investigadors especialistes en limnologia. Més endavant, el 1994 el grup d'intel·ligència artificial i el 1996 el d'astrofísica es traslladaren a l'Institut d'Investigació en Intel·ligència Artificial i a l'Institut d'Estudis Espacials de Catalunya, respectivament.
Les seves investigacions han contribuït a la preservació de la biodiversitat en ambients aquàtics i a la consecució de la protecció legal de zones naturals d'interès.